# Historia de Kansas
La Historia de Kansas se refiere a los hechos ocurridos en el estado norteamericano de Kansas. Localizado al este de las Grandes Planicies, el estado norteamericano de Kansas estuvo habitado por nativos americanos nómadas, que cazaban manadas de búfalos. La región fue explorada por conquistadores españoles en el siglo XVI y más tarde por franceses, que realizaron negociaciones con los nativos americanos. Casi todo el territorio de Kansas pasó a formar parte de los Estados Unidos a partir de la compra de la Luisiana en 1803. El estado inició como tal a partir de la Ley de Kansas-Nebraska de 1854 convirtiéndose en el estado número 34 de la Unión Americana.

## Prehistoria

### Los paleo-indios y los pueblos arcaicos
De acuerdo con la evidencia arqueológica disponible, las tribus cazadoras de mamuts llegaron a Norteamérica procedentes del noreste de Asia al finalizar el Paleolítico aproximadamente 10 000 a. C. Habrían llegado al territorio de Kansas aproximadamente en el 7 000 a. C. siendo éstos los ancestros de los pobladores indígenas del estado, quienes se verían reforzados por otros grupos provenientes de otras partes de Norteamérica. Estas bandas de recién llegados se encontraron con animales que eran de gran utilidad para estas comunidades, tales como mamuts, camellos, caballos y perezosos terrestres. La dependencia de la cacería originó un desequilibrio en el medio ambiente debido a la pérdida sistemática de animales, por lo cual se vieron obligados a migrar hacia otros lugares. De esta forma, los cazadores que persiguieron a los mamuts pueden haber representado el primero de los ciclos de auge y caída de las Grandes Llanuras del norte, explotando implacablemente el recurso hasta que se agotó o se destruyó.
Después de la desaparición de los cazadores de caza mayor, algunos grupos arcaicos sobrevivieron, convirtiéndose en generalistas en lugar de especialistas, buscando alimento en movimientos estacionales a través de las llanuras. Los grupos no abandonaron la caza por completo, sino que también consumieron alimentos vegetales silvestres y animales de caza menor. Sus herramientas se fueron haciendo más variadas, siendo más comunes los utensilios para moler y picar, señal de que las semillas, frutas y verduras constituían una mayor proporción de su dieta. También surgieron sociedades dedicadas a la alfarería.

### Introducción de la agricultura
Durante la mayor parte del período Arcaico, los pobladores de la región no transformaron su entorno natural de ninguna manera fundamental. Los grupos que vivían fuera de la región, particularmente en Mesoamérica, introdujeron innovaciones importantes, como el cultivo del maíz. Otros grupos en América del Norte también desarrollaron de forma independiente el cultivo del maíz. Algunos grupos arcaicos pasaron de ser recolectores de alimentos a productores de alimentos hace unos 3000 años. También poseían muchas de las características culturales que acompañan a la vida agrícola semisedentaria: instalaciones de almacenamiento, viviendas más permanentes, asentamientos más grandes y cementerios o lugares de enterramiento. El Cuartelejo era el pueblo indígena más septentrional. Este asentamiento es el único pueblo en Kansas del que se han recuperado evidencias arqueológicas.
A pesar de la aparición temprana de la agricultura, los grupos del período Arcaico tardío todavía ejercían poco control sobre su entorno natural. Los recursos alimenticios silvestres siguieron siendo componentes importantes de su dieta incluso después de la invención de la cerámica y el desarrollo de la irrigación. La introducción de la agricultura nunca resultó en el abandono total de la caza y la recolección de alimentos, incluso en las sociedades arcaicas más grandes.

## Etzanoa
Etzanoa es una antigua ciudad fundada por el pueblo wichita alrededor de 1450. Está ubicada en la actual Arkansas City (Kansas), cerca del río Arkansas. En 1601, el explorador español Juan de Oñate visitó la ciudad de Etzanoa. Oñate y los otros exploradores que lo acompañaron llamaron a la ciudad "el Gran Asentamiento". Etzanoa puede haber alcanzado una población de aproximadamente 20 000 personas en el momento en que Oñate y su expedición encontraron y exploraron la ciudad.

## Primeras exploraciones europeas

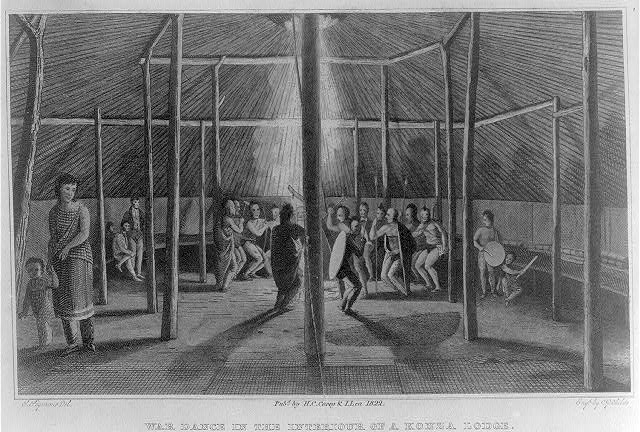
Ilustración de 1819 del pueblo de los Kansas.

En 1541, el conquistador español Francisco Vázquez de Coronado llegó a Kansas, explorando las tierras altas y el río Kansas; conoció a los ancestros de la tribu wichita y de los pawnee. Con este encuentro, las tribus conocieron los caballos y posteriormente compraron a los españoles estos animales cambiando por completo su estilo de vida.